# Davisovo činidlo
Davisovo činidlo (systematický název 3-fenyl-2-(fenylsulfonyl)-1,2-oxaziridin nebo 2-(benzensulfonyl)-3-fenyloxaziridin) je organická sloučenina používaná jako oxidační činidlo při Davisových oxidacích a oxidacích thiolů na sulfony.
Objevil jej Franklin A. Davis.